# 51-es főút
51-es főút (ötvenegyes főút, ungarisch für ‚Hauptstraße 51‘) ist eine ungarische Hauptstraße. Sie beginnt in Budapest an der Ringautobahn Autóút M0 bei deren Anschluss 24b und führt zunächst um Dunaharaszti herum an das Ufer des Ostarms der Donau gegenüber von Szigethalom, wo die Straße 510 auf sie trifft. Weiter führt sie in einigem Abstand zum Fluss durch Kiskunlacháza und Dömsöd, quert dann die Komitatsgrenze zwischen den Komitaten Pest und Bács-Kiskun und umgeht Dunavecse im Osten. Südlich von Dunavecse kreuzt sie die Autobahn Autópálya M8, von der hier ein kurzes Teilstück mit der Pentele-Brücke über die Donau ausgebaut ist. In Solt kreuzt sie die 52-es főút. Bei Harta nähert sie sich wieder der Donau, erreicht dann Kalocsa und südlich von Dusnok den M9-es autóút, der eine Schnellstraßenverbindung nach Westen über die Donau herstellt. In Sükösd trifft die von Kecskemét kommende 54-es főút auf die Straße. In Baja wird die 55-ös főút gekreuzt, die ebenfalls eine Brückenverbindung über die Donau bildet. Die Straße führt weiter nach Süden über Nagybaracska nach Hercegszántó, dem ungarischen Grenzort, und überschreitet vor Bački Breg die Grenze zu Serbien. Die Gesamtlänge beträgt 122 Kilometer.

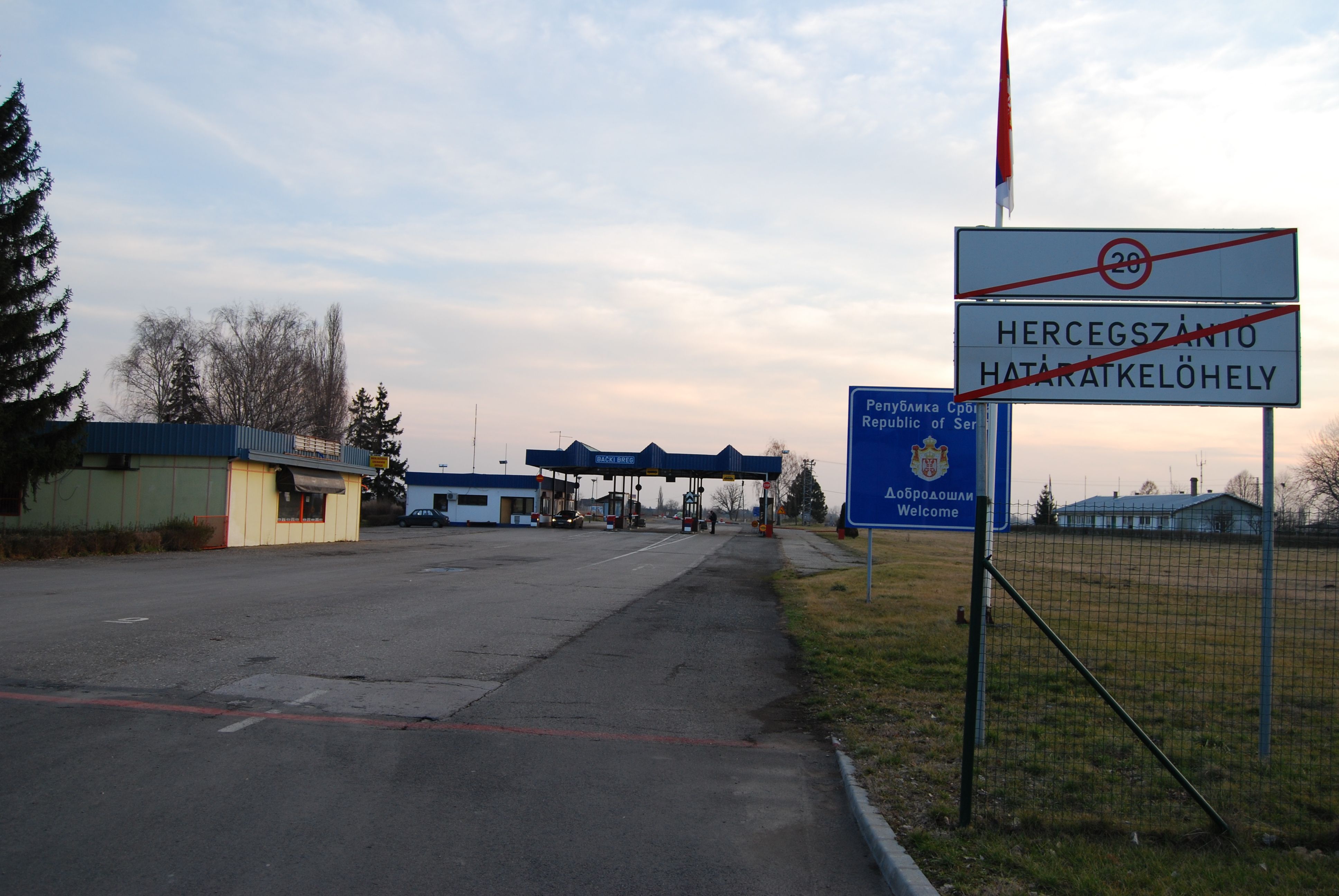
Grenzübergang nach Serbien